# Lauren Vélez
Luna Lauren Vélez, född 2 november 1964 i Brooklyn, New York, USA, är en amerikansk skådespelare av puertoricansk börd. Hon har bland annat spelat Nina Moreno i New York Undercover och doktor Gloria Nathan i Oz. Hon spelar även Lt. Maria Laguerta i TV-serien Dexter.